# إدي كوك
إدي كوك (بالإنجليزية: Eddie Cook)‏ (21 ديسمبر 1966 بسانت لويس في الولايات المتحدة - ) هو ملاكم أمريكي.

## إحصائيات
خاض خلال مسيرته 22 نزالا، فاز في 19 ولم يتعادل وخسر في 3. فاز بالضربة القاضية في 16 نزالا.

## روابط خارجية
- إدي كوك على موقع بوكس ريك (الإنجليزية) (registration required)